# Manuela de Frutos Gama
Manuela de Frutos Gama (Valverde de Mérida, 18 de maig de 1956) és una política extremenya. Llicenciada en magisteri, treballà com a mestra i el 1977 s'afilià al PSOE, del que n'ha estat Secretària d'Organització Regional (1997-2000) i Secretària d'Igualtat Regional (2000-2004).
A les primeres eleccions democràtiques municipals de 1979 fou escollida alcaldessa de Valverde de Mérida, càrrec que ocupà fins al 1999. De 1999 a 2003 fou el cap de l'oposició municipal a Valverde de Mérida.
Fou escollida diputada a les eleccions a l'Assemblea d'Extremadura de 1991 i a les eleccions al Parlament Europeu de 1994. Durant el seu mandat parlamentari fou membre en les Comissions de Drets de la Dona, Agricultura, Cooperació al Desenvolupament, portaveu de la Comissió de Política Regional i delegada per als països de l'Europa Central i Oriental. El 1999 deixà el seu escó al Parlament Europeu i fou escollida diputada a les eleccions a l'Assemblea d'Extremadura de 1999, 2003 i 2007.
De 1999 a 2003 ha estat secretària primera de la taula de l'Assemblea d'Extremadura. Des de 2003 presideix la Comissió de Benestar Social i Cooperació Internacional de l'Assemblea d'Extremadura i n'ha estat secretària de la comissions d'Hisenda i membre de la Diputació Permanent.